# 因吉爾利奧瓦

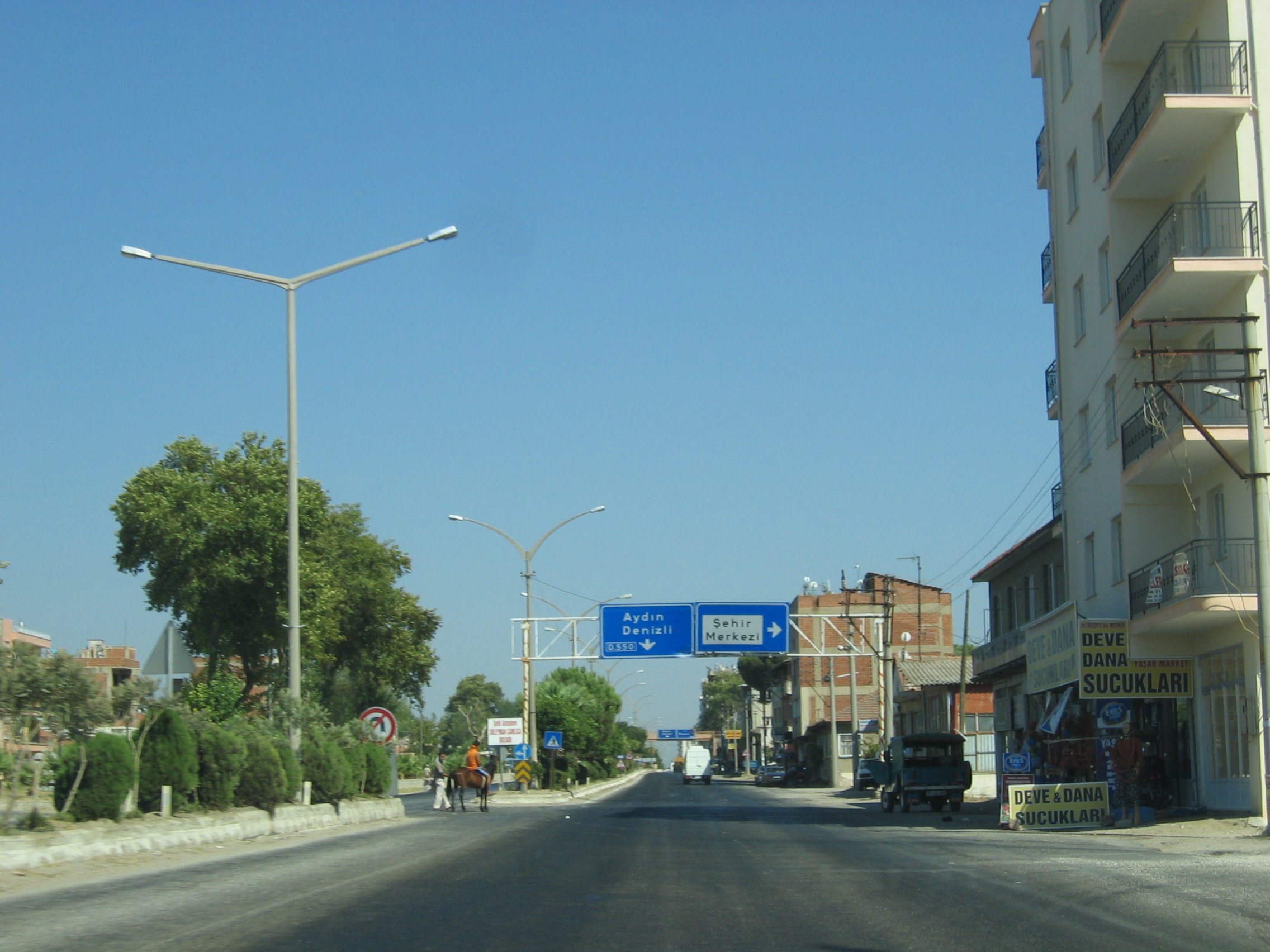
İncirliova

因吉爾利奧瓦是土耳其的城鎮，位於該國西部，由艾登省負責管轄，距離首府艾登10公里，海拔高度60米，主要經濟活動是農業，2011年人口20,291。

## 外部連結
- the municipality（页面存档备份，存于） （土耳其文）